# Gwanghae de Joseon
Regele Gwanghae (n. 26 aprilie 1575, Districtul Jongno⁠(d), Seul, Dinastia Joseon – d. 1 iulie 1641, Jeju⁠(d), Dinastia Joseon) a fost al 15-lea rege al dinastiei Joseon și a domnit între anii 1608-1623.

## Domnia
Prințul Gwanghae a fost instalat ca prinț moștenitor în timpul invaziei japoneze, iar în timpul războiului, el a fost conducătorul de facto al dinastiei. După moartea lui regelui Seonjo, Yu Yeong-Gyeong a încercat să îl instaleze rege pe Yeongchang, fiul reginei Inmok. Jeong In-Hong descoperă complotul, iar Yu este executat. În 1613, prințul Yeongchang este exilat și ucis un an mai târziu, iar în 1618, regina Inmok este deposedată și arestată. Gwanghae a încercat să mențină pacea atât cu Ming, dar și cu Manchu. A încurajat publicarea de cărți și a redeschis comerțul cu Japonia. În 1623, Gwanghae a fost detronat printr-o lovitură de stat a Facțiunii de Vest.

## Familie
- Tata: Regele Seonjo (26 noiembrie 1552 - 16 martie 1608) (조선 선조)
- Mama: Nobila Consoartă Regală Gong din clanul Gimhae Kim (1553 - 27 mai 1577) (공빈 김씨)
- Consoarte:

1. Regina Detronată Yu din clanul Munhwa Yu (21 iulie 1576 - 8 octombrie 1623) (문성부인 유씨)
  1. Primul fiu (1592)
  2. Al doilea fiu (1596)
  3. Yi Iji ,Printul Mostenitor Detronat (폐세자 이지; 31 Decembrie 1598 – 22 Iulie 1623), al treilea fiu
  4. Al patrulea diu (1605 – 1610)
2. Consoarta Regală So-ui din clanul Papyeong Yun (?) (소의 윤씨)
  1. Prințesa Hwain (화인옹주; 1619–1664), prima fiică
3. Consoarta Regală So-ui din clanul Hong (?) (소의 홍씨)
4. Consoarta Regală Suk-ui din clanul Heo (?) (숙의 허씨)
5. Consoarta Regală Suk-ui din clanul Won (?) (숙의 원씨)
6. Consoarta Regală Suk-ui din clanul Kwon (?) (숙의 권씨)
7. Consoarta Regală So-yeong din clanul Dongnae Jeong (? - 13 martie 1623) (소용 정씨)
8. Consoarta Regală So-yeong din clanul Pungcheon im (1598 - 1628) (소용 임씨)
9. Consoarta Regală Suk-won din clanul Shim (?) (숙원 신씨)
10. Doamna Kim (? - 1623) (상궁 김씨)
11. Doamna Lee (?) (상궁 이씨)
12. Doamna Choi (?) (상궁 최씨)
13. Doamna Jo (?) (궁인 조씨)
14. Doamna Byeon (?) (궁인 변씨)

1. ↑  IdRef, accesat în 11 mai 2020